# سان بيدرو (الفلبين)
سان بيدرو (بالإنجليزية: City of San Pedro )‏ هي مدينة في الفلبين، تتبع لاغونا، بلغ عدد سكانها 294,310  نسمة في 2010، تبلغ مساحتها 24.05 كيلومتر مربع، رمزها البريدي هو 4023.

## الموقع
تشترك في الحدود مع:
- مونتنلوبا
- General Mariano Alvarez [الإنجليزية]‏
- بينان.

## المناخ
يظهر الجدول التالي التغييرات المناخية على مدار السنة لسان بيدرو:
| البيانات المناخية لـسان بيدرو     | البيانات المناخية لـسان بيدرو | البيانات المناخية لـسان بيدرو | البيانات المناخية لـسان بيدرو | البيانات المناخية لـسان بيدرو | البيانات المناخية لـسان بيدرو | البيانات المناخية لـسان بيدرو | البيانات المناخية لـسان بيدرو | البيانات المناخية لـسان بيدرو | البيانات المناخية لـسان بيدرو | البيانات المناخية لـسان بيدرو | البيانات المناخية لـسان بيدرو | البيانات المناخية لـسان بيدرو | البيانات المناخية لـسان بيدرو |
| الشهر                             | يناير                         | فبراير                        | مارس                          | أبريل                         | مايو                          | يونيو                         | يوليو                         | أغسطس                         | سبتمبر                        | أكتوبر                        | نوفمبر                        | ديسمبر                        | المعدل السنوي                 |
| --------------------------------- | ----------------------------- | ----------------------------- | ----------------------------- | ----------------------------- | ----------------------------- | ----------------------------- | ----------------------------- | ----------------------------- | ----------------------------- | ----------------------------- | ----------------------------- | ----------------------------- | ----------------------------- |
| متوسط درجة الحرارة الكبرى °م (°ف) | 30 (86)                       | 31 (88)                       | 32 (90)                       | 34 (93)                       | 34 (93)                       | 33 (91)                       | 32 (90)                       | 31 (88)                       | 32 (90)                       | 32 (90)                       | 31 (88)                       | 30 (86)                       | 32 (89)                       |
| متوسط درجة الحرارة الصغرى °م (°ف) | 24 (75)                       | 24 (75)                       | 25 (77)                       | 27 (81)                       | 27 (81)                       | 26 (79)                       | 26 (79)                       | 25 (77)                       | 26 (79)                       | 26 (79)                       | 26 (79)                       | 25 (77)                       | 26 (78)                       |
| الهطول مم (إنش)                   | 32.9 (1.30)                   | 31.7 (1.25)                   | 28.2 (1.11)                   | 26.9 (1.06)                   | 188.9 (7.44)                  | 225.7 (8.89)                  | 420.0 (16.54)                 | 377.9 (14.88)                 | 332.4 (13.09)                 | 145.1 (5.71)                  | 128.8 (5.07)                  | 76.3 (3.00)                   | 2٬014٫8 (79.34)               |
| متوسط الأيام الممطرة              | 6                             | 6                             | 4                             | 4                             | 12                            | 18                            | 21                            | 23                            | 21                            | 17                            | 14                            | 10                            | 156                           |
| المصدر: World Weather Online      |                               |                               |                               |                               |                               |                               |                               |                               |                               |                               |                               |                               |                               |

## أعلام
- ناتالي هارت